# Müslüm Aslan
Müslüm Aslan – kurdyjski pisarz, poeta i Kurd pochodzący z Turcja. Urodził się w okręgu Nusaybin, w prowincji Mardin.

## Biografia
Do tej pory opublikował pięć tomików poezji; najnowszy zatytułowany Nefel ukazał się w 2024 roku.
Ukończył szkołę podstawową i średnią w Nusaybin, w prowincji Mardin. Lata 90. XX wieku były okresem nasilonych napięć politycznych w regionie, z którymi Aslan miał bezpośredni kontakt. Został aresztowany i więziony z powodów politycznych.
Pozostawał w więzieniu przez dziesięć lat, do 2001 roku, w różnych miastach Turcji jako więzień polityczny, między innymi w Diyarbakır, Çankırı i Maraş.
Jego poetycka wrażliwość została głęboko ukształtowana przez dziadka, będącego kluczową postacią w jego wychowaniu kulturalnym. Od najmłodszych lat Aslan był inicjowany w poezję przez czytanie wierszy divanów poety Cigerxwîn, które recytował mu dziadek, zachęcając go do ich lektury i przyswojenia lirycznego ducha.
Ta emocjonalno-literacka więź zapoczątkowała jego zainteresowanie twórczością poetycką, które umocniło się podczas pobytu w więzieniu. To właśnie tam zaczął komponować swoje pierwsze wiersze. Jego pierwsze publikacje pojawiły się w czasopiśmie literackim HAWAR, znanym z podtrzymywania ideologicznego dziedzictwa i aktywizmu takich postaci jak Mazlum Doğan oraz Ferhat Kurtay.
Po zwolnieniu został redaktorem naczelnym ogólnokrajowego dziennika Ütopya, gdzie publikował wiersze i eseje dotyczące tematów kulturowych i społecznych. W 2004 roku współzałożył „Dom Kultury i Sztuki Roza” (Roza Kültür ve Sanat Evi), mający na celu promowanie działalności artystycznej i literackiej w regionie.
Pod jego kierownictwem ukazały się dwa czasopisma: DEM (w języku tureckim) oraz Nûbîn (w kurdyjskim), oba skupione na rozpowszechnianiu treści literackich i kulturowych.
Niestety, centrum kultury oraz publikacje zostały zamknięte decyzją rządu bez oficjalnego uzasadnienia. Czasopisma zakończyły działalność po wydaniu pierwszego numeru.
Wiersze, eseje oraz dzienniki Müslüma Aslana zostały opublikowane w licznych czasopismach literackich, w tym m.in. w Güney Dergisi, Ütopya, Yaratı, Hayal Dergisi, Tîgrîs, Kowar W, Tîroj oraz Dilop.
Jego nazwisko oraz niektóre dzieła poetyckie zostały również uwzględnione w Antologii Poetów Północy, redagowanej przez kurdyjskiego poetę Arjen Arî i uznawanej międzynarodowo. Kilka jego utworów w języku kurdyjskim zostało zaaranżowanych muzycznie i wykonanych przez znanych kurdyjskich artystów takich jak Hasan Tercan, Bermal Çem, Diljen Ronî oraz Raperîn.
Obecnie Müslüm Aslan jest członkiem PEN Club Kurde oraz Fundacji Pisarzy Kurdyjskich.

## Twórczość
- Ayna – tomik poezji, Wydawnictwo J&J, 2005.
- Ru – poezja, Wydawnictwo BM, 2009.
- Nehirler Zindanlara Dökülür – Wydawnictwo Esmer, 2013.
- Aram – Wydawnictwo J&J, 2021.
- Nefel – Wydawnictwo Luvi, 2024.